# Castrense Campanella
Castrense Campanella (Palermo, 29 settembre 1962) è un ex calciatore italiano, di ruolo difensore.

## Carriera
Cresciuto calcisticamente nel Palermo, per due stagioni non scende in campo né coi rosanero (1981-1982), né col Messina, dove si era trasferito nel 1982.
Nell'estate 1983 passa al Licata, dove disputa sette stagioni essendo fra i protagonisti della doppia promozione dalla Serie C2 alla Serie B. Con i gialloblu disputa due campionati cadetti (dal 1988 al 1990, gli unici finora in B della compagine siciliana, per complessive 54 presenze ed una rete.
Nel 1990 si trasferisce al Vicenza in C1, per poi passare l'anno successivo al Trapani, dove resta sei stagioni prima di chiudere l'attività agonistica nel 1997

## Palmarès

### Club

#### Competizioni nazionali
- Serie C1: 1

Licata: 1987-1988
- Serie C2: 3

Messina: 1982-1983
Licata: 1984-1985
Trapani: 1993-1994
- Campionato Interregionale: 1

Trapani: 1992-1993